# Stevie Young
Stephen Crawford Young, detto Stevie (Glasgow, 11 dicembre 1956), è un chitarrista scozzese.

## Biografia
Stephen Crawford "Stevie" Young è il figlio di Stephen Crawford Young Sr. (1933-1989), che era fratello maggiore di Angus e Malcolm Young, chitarristi degli AC/DC.
Dopo la formazione di diversi gruppi, tutti di scarsa durata, nel 1980 fondò una nuova band, gli Starfighters, con i quali incise due album e che ebbero l'onore di seguire gli AC/DC durante il tour inglese di Back in Black come gruppo spalla.
Stevie è soprattutto conosciuto per aver sostituito Malcolm Young alla chitarra ritmica durante il tour nord - americano di Blow Up Your Video che gli AC/DC intrapresero nel 1988, dal quale lo zio si era dovuto assentare per curarsi dalla dipendenza dall'alcool.
Nel luglio del 2014, Brian Johnson confermò che Stevie stava registrando con la band l'album Rock or Bust, sostituendo di nuovo suo zio Malcolm. Nel settembre dello stesso anno venne confermato che Stevie avrebbe sostituito Malcolm (affetto da demenza senile) in modo definitivo.
La strumentazione da lui utilizzata comprende la storica chitarra utilizzata da Malcolm, assieme a repliche della stessa.

## Discografia con gli AC/DC
- 2014 - Rock or Bust
- 2020 - Power Up